# Leung Kar Yan
Leung Kar Yan é um ator de filmes de kung fu. Também conhecido como "barbudo", o ator fez um sucesso mediano nos anos 70 e 80. Nos filmes que participa, Leung sempre utiliza o estilo do kung fu "garras de tigre". O ator já atuou junto aos atores Sammo Hung e Yuen Biao, grandes astros do cinema de Hong Kong também. 

## Filmografia
- 1969 - Return of the One-Armed Swordsman
- 1974 - Five Shaolin Masters
- 1975 - Boxer Rebellion
- 1976 - Shaolin Avengers
- 1977 - The Iron Monkey
- 1977 - Eagle's Claw
- 1978 - Operação Dragão Gordo (Enter the Fat Dragon)
- 1978 - Warriors Two
- 1978 - Ways of Kung Fu
- 1979 - Thundering Mantis
- 1979 - Knockabout
- 1979 - Odd Couple
- 1979 - His Name is Nobody
- 1979 - Cantonen Iron Kung Fu
- 1979 - Ten Brothers of Shaolin
- 1980 - The Victim
- 1981 - Dreadnought
- 1981 - Eagle's Claw and Butterfly Palm
- 1982 - Legend of a Fighter
- 1982 - The Postman Strikes Back
- 1982 - The Miracle Fighters
- 1984 - Secret Service of the Imperial Court
- 1984 - New Tales of the Flying Fox
- 1991 - Legend of the Dragon
- 1993 - Last Hero in China
- 1993 - Fight Back to School III
- 1994 - Kung Fu Cult Master
- 1995 - Don't Give a Damn
- 2005 - Seven Swords